# Nomocanon de Focio
Se conoce por nomocanon la concordia de leyes y cánones, ya que los emperadores habitualmente promulgaban leyes civiles ratificando o corroborando las leyes eclesiásticas, y era trabajo de no poco provecho agrupar en una misma colección ambas disposiciones.

## Nomocanon de Focio
- Lo dicho es lo que realizó Focio, y comprende su nomocanon 14 títulos y 440 capítulos o cánones
- Ya se había compuesto en el siglo VI por Juan Escolástico un cometido de esta naturaleza, con la siguiente diferencia:
  - Escolástico pone completas las leyes civiles y en resumen las eclesiásticas
  - Focio muestra en compendio las leyes civiles, y únicamente apunta los cánones a que se refieren

## Comentarios al nomocanon de Focio:sigloXII
Tres personas en el siglo XII se dedicaron en elaborar comentarios a su colección de cánones y el nomocanon de Focio:
- El primero fue Juan Zonaras, primer secretario del emperador del imperio bizantino, el cual se apartó después a vivir en un monasterio, y su prestigio debió ser extraordinario, puesto que el canonista Theodorus Balsamón lo cita con el siguiente encomio de excelentísmo Juan Zonaras
- El segundo fue Alejo Arístino, gran ecónomo de la iglesia de Constantinopla, según refiere el citado Balsamón, el cual da también nociones de su ciencia y de su afecto llamándole el incomparable Alejo Arístico
- El tercero fue el mismo Theodorus Balsamón, el cual hizo sus glosas o aclaraciones a la colección y al nomocanon por mandato del emperador Manuel I Comneno (1118-1180) y del Patriarca de Constantinopla Miguel Anchial

## Guillermo Beveregio
En 1672 se hizo en griego y en latín por Guillermo Beveregio una magnífica edición de la colección y del nomocanon, incorporando los trabajos comentaristas con eruditas notas del editor, que tuvo a la vista manuscritos muy antiguos y valiosos.